# Мемориальная квартира Святослава Рихтера
Мемориальная квартира Святосла́ва Ри́хтера — мемориальный музей пианиста Святослава Рихтера в Москве, открытый в 1999 году. Отдел Государственного музея изобразительных искусств имени Пушкина (ГМИИ).

## Описание

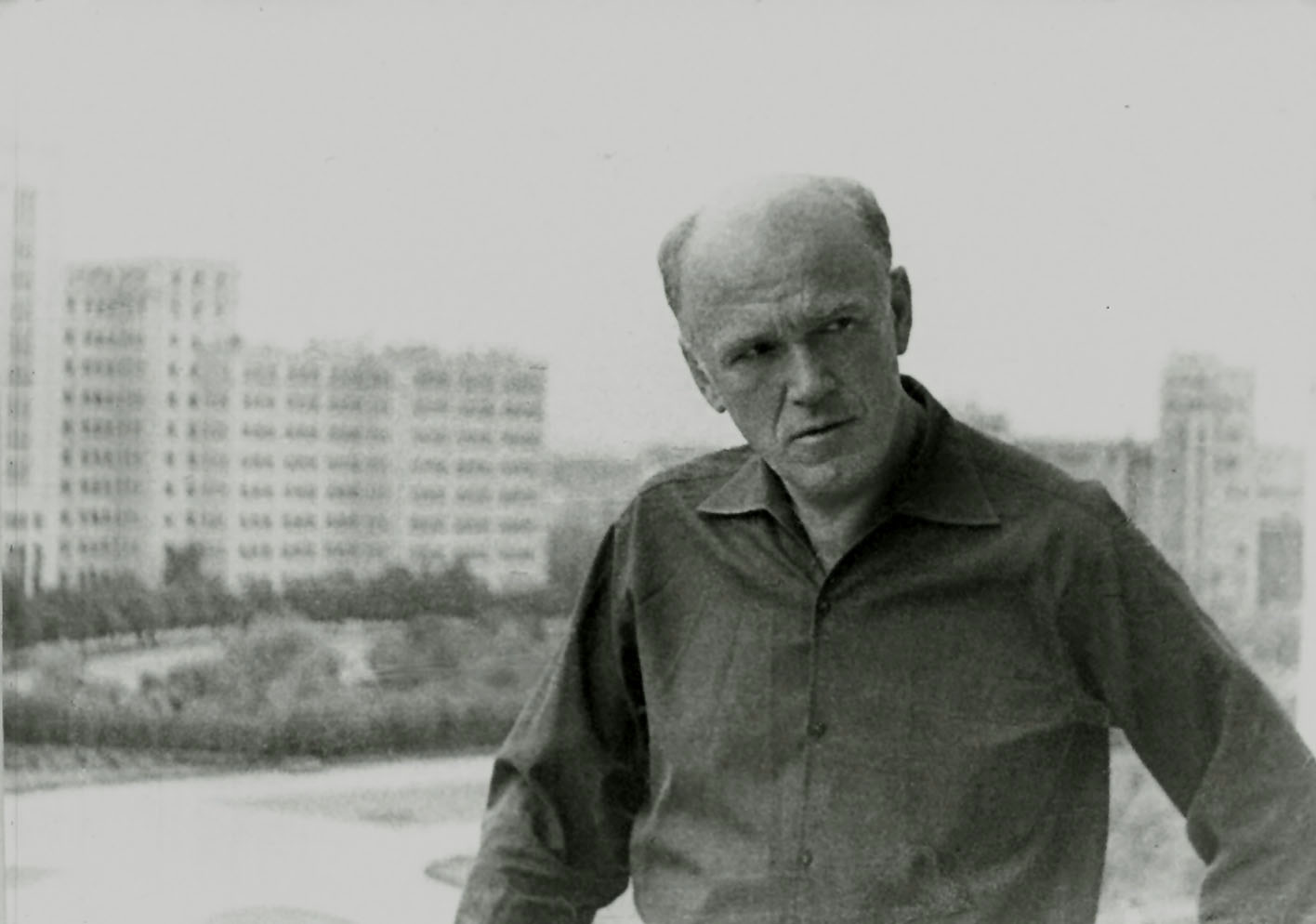
Святослав Рихтер, 1966 год

Мемориальная квартира находится на шестнадцатом этаже в доме № 2/6 на Большой Бронной улице. Святослав Рихтер с женой Ниной Дорлиак въехали в неё в 1970-х годах. Соседями музыканта были артист Юрий Никулин, актёры Борис Андреев и Ростислав Плятт, режиссёр Валентин Плучек, космонавты Владислав Волков и Алексей Елисеев. В гости к музыканту неоднократно приходили композитор Дмитрий Шостакович, художник Василий Шухаев, артист Владимир Высоцкий.
Музей был открыт 5 января 1999 года как отдел ГМИИ имени Пушкина по завещанию музыканта. В квартире хранятся книги Рихтера, картины и записи концертов.
ГМИИ в 2016 открыл виртуальные туры по постоянным экспозициям своих филиалов, в том числе для квартиры Рихтера. Постоянные экспозиции доступны в режиме фотопанорамы или в 3D с очками виртуальной реальности.

### Интерьеры квартиры
Самая большая комната в квартире — зал. В нём музыкант репетировал и принимал гостей. В комнате стоят два рояля Steinway & Sons, торшеры, подаренные мэром Флоренции, висит портрет хозяина. Стены украшены гобеленом и картинами. На пюпитре одного из роялей открыты ноты, привезённые с дачи на Николиной горе, где в июле 1997 года жил Рихтер.
Во второй комнате — кабинете — стоят шкафы с нотами, с пластинками и концертными костюмами. В ней также хранятся подарки от друзей и поклонников, книги Томаса Манна, Ивана Тургенева, Александра Пушкина, Антона Чехова и других авторов. На стенах висят картины — пейзаж Мартироса Сарьяна, подаренный Еленой Булгаковой и «Голубь» Пабло Пикассо с дарственной надписью. В секретере находится рукопись Девятой сонаты Сергея Прокофьева, «Крохотки» Александра Солженицына. Выше стоит контррельеф Бориса Пастернака скульптора Сарры Лебедевой, справа от него — фигурка Иоанна Крестителя.

Зелёная комната, которую Рихтер называл комнатой отдыха, во время домашних концертов использовалась как артистическая. В ней висит портрет Теофила Рихтера, отца музыканта. Слова Святослава Рихтера об отце в книге Якова Мильштейна «Вопросы теории и истории исполнительства»: 
Происходит он из семьи немецких колонистов… Он был разносторонне одарен. Учился в Вене. Хорошо играл на фортепиано, особенно романтические пьесы — Шумана, Шопена. В молодости как пианист давал концерты. Но панически боялся эстрады и из-за этого так и не стал концертирующим пианистом. Превосходно владел органом, часто на нём импровизировал. Его импровизации приходили слушать многие — и в одесскую кирху, где он постоянно играл, и в оперный театр, где он служил органистом.
В столовой и холле висят картины из коллекции Рихтера. В квартире он часто устраивал вернисажи любимых художников. В его коллекции собраны работы Ханса Хартунга, Александра Колдера, Хоана Миро, Дмитрия Краснопевцева. Бо́льшая часть коллекции принадлежит ГМИИ имени А. С. Пушкина. Картины также выставлены в Музее личных коллекций.
Рихтер не только коллекционировал чужие работы, но и рисовал сам. В мемориальной квартире отведена отдельная комната для пастелей музыканта.

## События
В мемориальной квартире Святослава Рихтера проходят домашние концерты и выставки художников. В 2016 году в музее был организован концерт для школьников в рамках детского фестиваля искусств «Январские вечера». В этом же году в квартире состоялась выставка «Дмитрий Шостакович — Святослав Рихтер. Вариации на тему эпохи», посвящённая 110-летию со дня рождения Шостаковича. На ней были представлены произведения Бориса Кустодиева, Виктора Вольского, пастели Рихтера, портреты Шостаковича, графика Сергея Радлова и другие работы. Во время выставки проходили музыкальные вечера, где исполнялись сочинения Шостаковича.
Сезон 2017 года был открыт концертом «Итальянская мозаика» из произведений Боккерини, Чимарозы, Доницетти, Пиатти, Верди и других итальянских композиторов. 31 мая 2017 года ГМИИ имени Пушкина исполнилось 105 лет. К юбилею в мемориальной квартире прошёл концерт «Французские и итальянские любовные мадригалы XVI и XVII столетий». В ноябре того же года открылась выставка «Годы странствий Святослава Рихтера. Франция — Италия» из картин, фотографий и открыток.